# Felgueiras (Torre de Moncorvo)
Felgueiras é uma povoação portuguesa do Município de Torre de Moncorvo que foi sede da extinta Freguesia de Felgueiras, freguesia que tinha 22,95 km² de área e 291 habitantes (2011), e, por isso, uma densidade populacional de 12,7 hab/km².
Desde 2013, a Freguesia de Felgueiras foi extinta tendo sido agregada à Freguesia de Maçores para criar a nova União das Freguesias de Felgueiras e Maçores.
A freguesia era composta por duas aldeias: Felgueiras e Quinta do Corisco

## História
A antiga freguesia de Felgueiras estava localizada num vale alargado e fundo, rodeada de elevações grandes que continuam a Serra do Reboredo, como o Monte do Malhão, Fraga do Chapéu e Ramalhão.
Alguns vestígios que apareceram na aldeia levam a pensar que foi habitada no tempo dos romanos.
Pode-se falar da origem de Felgueiras desde os primeiros tempos da monarquia. A partir de 1436, os moradores desta aldeia começaram a ter numerosos privilégios dos monarcas portugueses, exemplo disso é o caso de D. Duarte que concedeu grandes privilégios aos trabalhadores da " Mina de Felgueiras" e aos operários a quem se dava "por distinção o nome de ferreiros". Esses privilégios chegaram mesmo a causar conflitos com a Câmara de Moncorvo e com outras aldeias do concelho.
Era também nesta aldeia que antigamente se moía o pão que uma grande parte do concelho consumia e era também aí que se fabricava o ferro que abastecia quase toda a província de Trás-os-Montes. Posteriormente, a actividade dos cereeiros ganhou grande importância, pois esta terra foi um grande de centro de fabrico de velas, chegando a abastecer quase todo o norte de Portugal. Actualmente, a indústria das velas continua a desempenhar um papel importante para a gente de Felgueiras.
O antigo lagar comunitário de prensa de vara, onde todos os cereeiros iam fazer a cera, continua situado na margem da Ribeira de Santa Marinha.

## População
| População da freguesia de Felgueiras | População da freguesia de Felgueiras | População da freguesia de Felgueiras | População da freguesia de Felgueiras | População da freguesia de Felgueiras | População da freguesia de Felgueiras | População da freguesia de Felgueiras | População da freguesia de Felgueiras | População da freguesia de Felgueiras | População da freguesia de Felgueiras | População da freguesia de Felgueiras | População da freguesia de Felgueiras | População da freguesia de Felgueiras | População da freguesia de Felgueiras | População da freguesia de Felgueiras |
| ------------------------------------ | ------------------------------------ | ------------------------------------ | ------------------------------------ | ------------------------------------ | ------------------------------------ | ------------------------------------ | ------------------------------------ | ------------------------------------ | ------------------------------------ | ------------------------------------ | ------------------------------------ | ------------------------------------ | ------------------------------------ | ------------------------------------ |
| 1864                                 | 1878                                 | 1890                                 | 1900                                 | 1911                                 | 1920                                 | 1930                                 | 1940                                 | 1950                                 | 1960                                 | 1970                                 | 1981                                 | 1991                                 | 2001                                 | 2011                                 |
| 626                                  | 705                                  | 828                                  | 945                                  | 1 026                                | 920                                  | 1 037                                | 1 167                                | 1 173                                | 1 139                                | 642                                  | 660                                  | 460                                  | 438                                  | 291                                  |

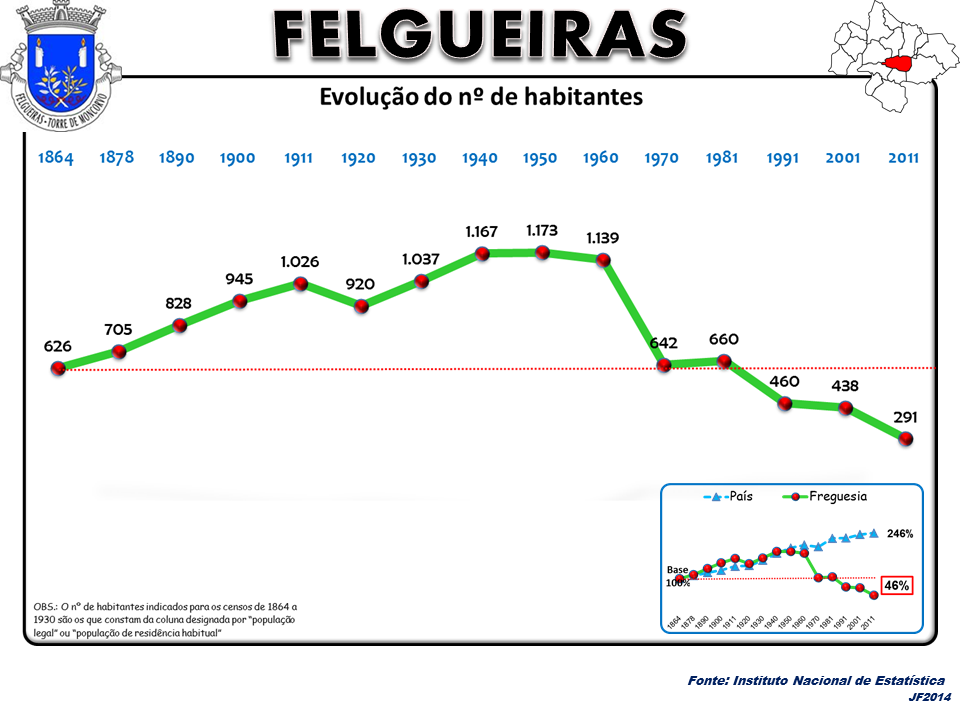
Evolução da População 1864 / 2011
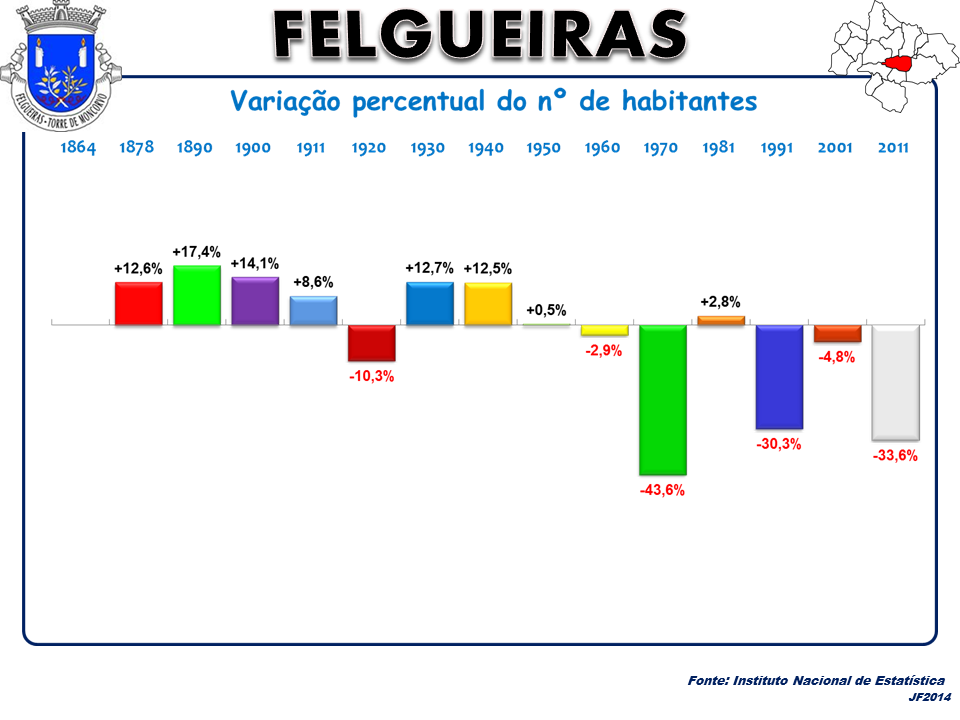
Variação da População 1864 / 2011
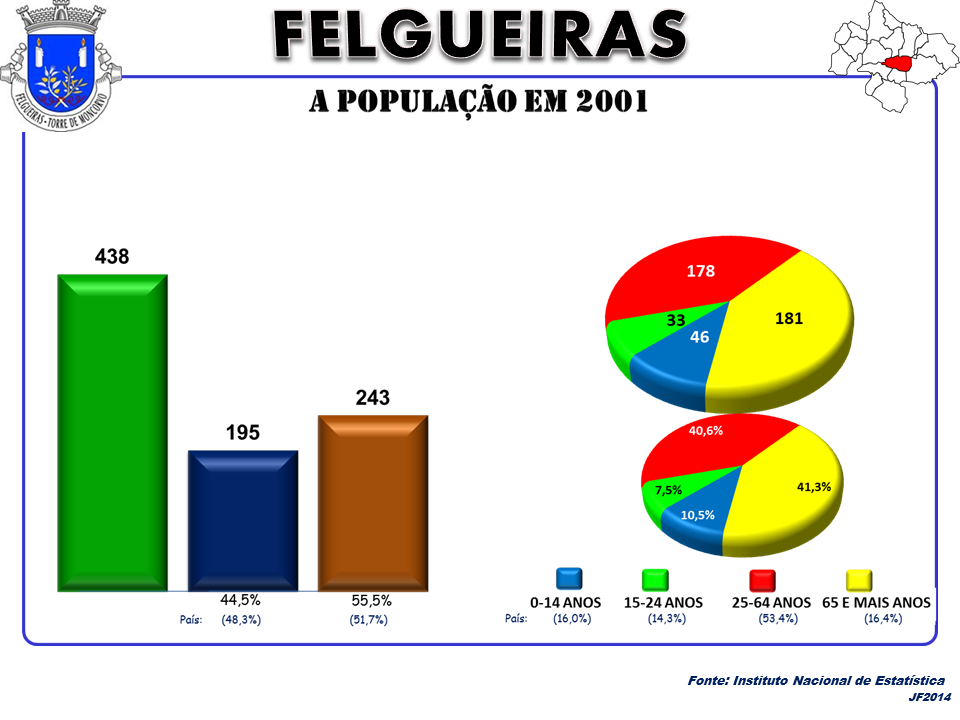
A População em 2001
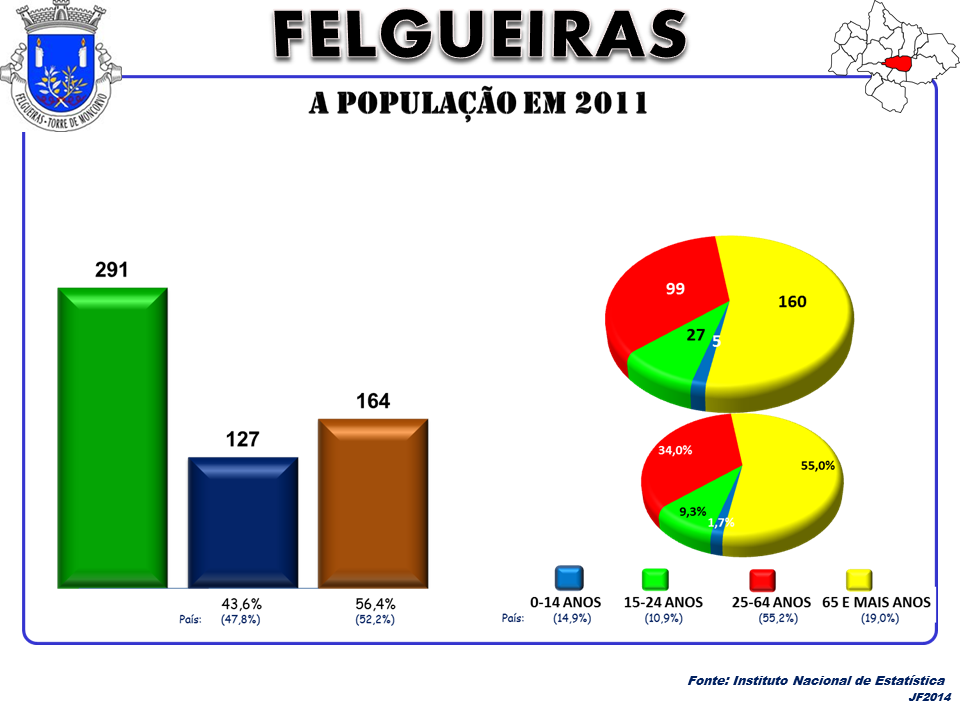
A População em 2011